# Голланд (Массачусетс)
Голланд (англ. Holland) — місто (англ. town) в США, в окрузі Гемпден штату Массачусетс. Населення — 2603 особи (2020).

## Демографія
Згідно з переписом 2010 року, у місті мешкала 2481 особа в 994 домогосподарствах у складі 697 родин. Було 1365 помешкань
Расовий склад населення:
| - 96,9 % — білих - 0,6 % — чорних або афроамериканців - 0,4 % — корінних американців - 0,4 % — азіатів |

До двох чи більше рас належало 1,2 %. Частка іспаномовних становила 2,3 % від усіх жителів.
За віковим діапазоном населення розподілялося таким чином: 21,2 % — особи молодші 18 років, 67,8 % — особи у віці 18—64 років, 11,0 % — особи у віці 65 років та старші. Медіана віку мешканця становила 42,6 року. На 100 осіб жіночої статі у місті припадало 107,4 чоловіків;  на 100 жінок у віці від 18 років та старших — 105,7 чоловіків також старших 18 років.
Середній дохід на одне домашнє господарство  становив 89 316 доларів США (медіана — 78 348), а середній дохід на одну сім'ю — 100 032 долари (медіана — 90 852). Медіана доходів становила 61 528 доларів для чоловіків та 50 188 доларів для жінок. За межею бідності перебувало 4,1 % осіб, у тому числі 0,8 % дітей у віці до 18 років та 7,2 % осіб у віці 65 років та старших.
Цивільне працевлаштоване населення становило 1347 осіб. Основні галузі зайнятості: освіта, охорона здоров'я та соціальна допомога — 25,2 %, виробництво — 16,6 %, роздрібна торгівля — 12,8 %, транспорт — 9,1 %.